# Îles Saint-Tudwal
Les îles Saint-Tudwal (en gallois : Ynysoedd Tudwal) sont trois îles au nord du Pays de Galles, au sud d' Abersoch (en) dans la presqu'île de Llŷn en Gwynedd, au bout de la baie de Tremadog Bay (en).
Ces trois îles sont : 
- Saint-Tudwal Ouest (Ynys Tudwal Fawr), qui porte le phare de Saint-Tudwal ;
- Saint-Tudwal Est (Ynys Tudwal Fach), qui contient les ruines d'un ancien prieuré est une île en herbe, privée, en forme de rein, d'environ 550 mètres  de longueur et 200 mètres de largeur.
- Carreg y Trai qui n'est en fait qu'un rocher.

Le nom proviendrait du nom du saint breton Tudwal qui aurait été ermite sur l'une des îles.